# Alex de Angelis

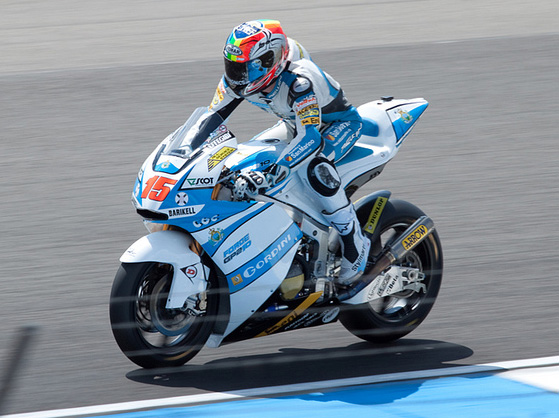
Alex De Angelis på Assen 2010.

Alex de Angelis, född den 26 februari 1984 i Rimini, Italien, men medborgare i San Marino, är en roadracingförare som från 1999 till 2015 tävlade i flera VM-klasser i Grand Prix Roadracing, däribland MotoGP-klassen. 2016 körde han i världsmästerskapen i Superbike.

## Biografi
De Angelis började köra VM i 125-klassen på en Honda 1999, bytte till Aprilia 2001 och nådde sin största framgång när han blev tvåa i VM 2002. Därefter gick han upp till 250GP. De Angelis etablerade sig i toppskiktet, men nådde aldrig VM-titeln. Trots att han radat upp pallplatser så tog han sin första och enda GP-seger i 250GP i säsongsfinalen i Valencia 2006. 2007, liksom 2006 körde han en Aprilia för Master Aspar-teamet. Sista året med spanska stjärnskottet Álvaro Bautista som teamkamrat. Som bäst blev det tredjeplats för De Angelis i VM-tabellen 2006 och 2007. 
Säsongen 2008 tävlade de Angelis i MotoGP-klassen för Gresini Honda-stallet och slutade på fjortonde plats totalt. Han fortsatte i samma team Roadracing-VM 2009. Han tog plats på MotoGP-podiet första gången med en andraplats i Indianapolis GP 30 augusti 2009. 2010 körde han i den nya Moto2-klassen för RSM Team Scot, men gjorde tre inhopp i MotoGP som ersättare för den skadade Hiroshi Aoyama i Interwetten-teamet. De Angelis säsongsavslutning i Moto2 var mycket bra med placeringarna 4-2-1-3-6 i de fem sista tävlingarna. Segern kom i Australiens Grand Prix. 2011 fortsatte De Angelis i Moto2: Han försvarade sin seger i Australien och blev fyra i VM. 2012 gick lite sämre även om han vann Malaysias GP på Sepangbanan. 2013 gav inga pallplatser. De Angelis gjorde ett inhopp i MotoGP för Pramac Ducati. Roadracing-VM 2014 fortsatte De Angelis i Moto2 men bytte team från Forward Racing till Tasca Racing. Efter halva säsongen gick de Angelis upp i MotoGP-klassen som ny ordinarie förare efter Colin Edwards i NGM Forward Racing. De Angelis blev kvar i MotoGP Roadracing-VM 2015 men bytte team till Ioda Racing. Han fick ihop två poäng på fältets sämsta motorcykel innan en allvarlig krasch på träningen inför Japans Grand Prix avslutade säsongen för de Angelis. Han bröt ett antal rygg- och nackkotor fick och skador på lungor och skalle. De Angelis var anmäld att köra i MiótoGP för Iodaracing även 2016, men teamet fick inte ihop en satsning. Iodaracing och de Angelis flyttade istället över till Superbike-VM 2016 med Aprilia.

## VM-säsonger
| Säsong | Klass     | Plac. | Poäng | 1/2/3- plac. | Starter | Motorcykel     | Team                     | Startnr |
| ------ | --------- | ----- | ----- | ------------ | ------- | -------------- | ------------------------ | ------- |
| 1999   | 125GP     |       |       | - / - / -    | 1       | Honda          |                          |         |
| 2000   | 125GP     | 18    | 41    | - / - / -    | 16      | Honda          |                          |         |
| 2001   | 125GP     | 14    | 63    | - / - / -    | 16      | Honda          |                          |         |
| 2002   | 125GP     | 9     | 87    | - / 1 / -    | 16      | Aprilia        |                          |         |
| 2003   | 125GP     | 2     | 166   | - / - / 6    | 16      | Aprilia        |                          |         |
| 2004   | 250GP     | 5     | 147   | - / 1 / 1    | 16      | Aprilia        |                          |         |
| 2005   | 250GP     | 7     | 151   | - / 2 / 2    | 16      | Aprilia        |                          |         |
| 2006   | 250GP     | 3     | 228   | 1 / 7 / 3    | 16      | Aprilia        |                          |         |
| 2007   | 250GP     | 3     | 235   | - / 6 / 2    | 17      | Aprilia        |                          |         |
| 2008   | MotoGP    | 14    | 63    | - / - / -    | 18      | Honda          |                          |         |
| 2009   | MotoGP    | 8     | 111   | - / 1 / -    | 17      | Honda          |                          |         |
| 2010   | Moto2     | 11    | 95    | 1 / 1 / 1    | 12      | Motobi         |                          |         |
| 2010   | MotoGP    | 18    | 11    | - / - / -    | 3       | Honda          |                          |         |
| 2011   | Moto2     | 4     | 174   | 1 / - / 1    | 1       | Motobi         |                          |         |
| 2012   | Moto2     | 12    | 86    | 1 / - / 1    | 15      | FTR            |                          |         |
| 2013   | Moto2     | 14    | 76    | - / - / -    | 17      | Speed Up       |                          |         |
| 2013   | MotoGP    | 23    | 5     | - / - / -    | 1       | Ducati         |                          |         |
| 2014   | Moto2     | 20    | 37    | - / - / -    | 10      | Suter          |                          |         |
| 2014   | MotoGP    | 21    | 14    | - / - / -    | 8       | Forward Yamaha | NGM Forward Racing       | 15      |
| 2015   | MotoGP    | 28    | 2     | - / - / -    | 14      | ART            | E-motion IodaRacing Team | 15      |
| 2016   | Superbike |       |       |              |         | Aprilia        | IodaRacing Team          | 15      |

## Pallplatser

### Andraplatser MotoGP
| Nr | Grand Prix   | År   |
| -- | ------------ | ---- |
| 1  | Indianapolis | 2009 |

### Segrar Moto2
| Nr | Grand Prix | År   |
| -- | ---------- | ---- |
| 1  | Australien | 2010 |
| 2  | Australien | 2011 |
| 3  | Malaysia   | 2012 |

### Segrar 205GP
| Nr | Grand Prix | År   |
| -- | ---------- | ---- |
| 1  | Valencia   | 2006 |